# NGC 1886
NGC 1886 é uma galáxia espiral (Sbc) localizada na direcção da constelação de Lepus. Possui uma declinação de -23° 48' 36" e uma ascensão recta de 5 horas, 21 minutos e 48,2 segundos.
A galáxia NGC 1886 foi descoberta em 1886 por Frank Müller.